# BMW・2000C/2000CS

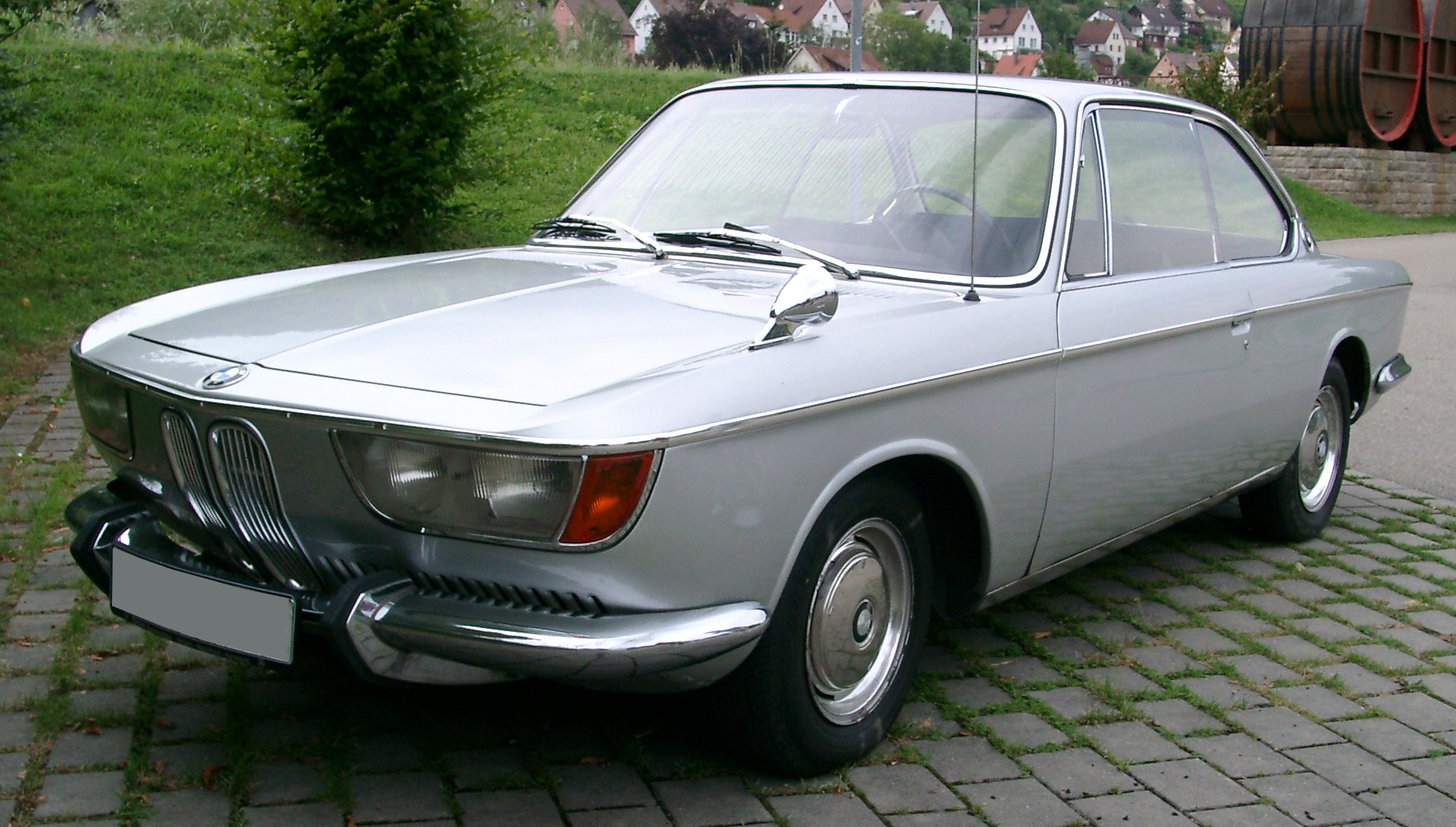
2000CS

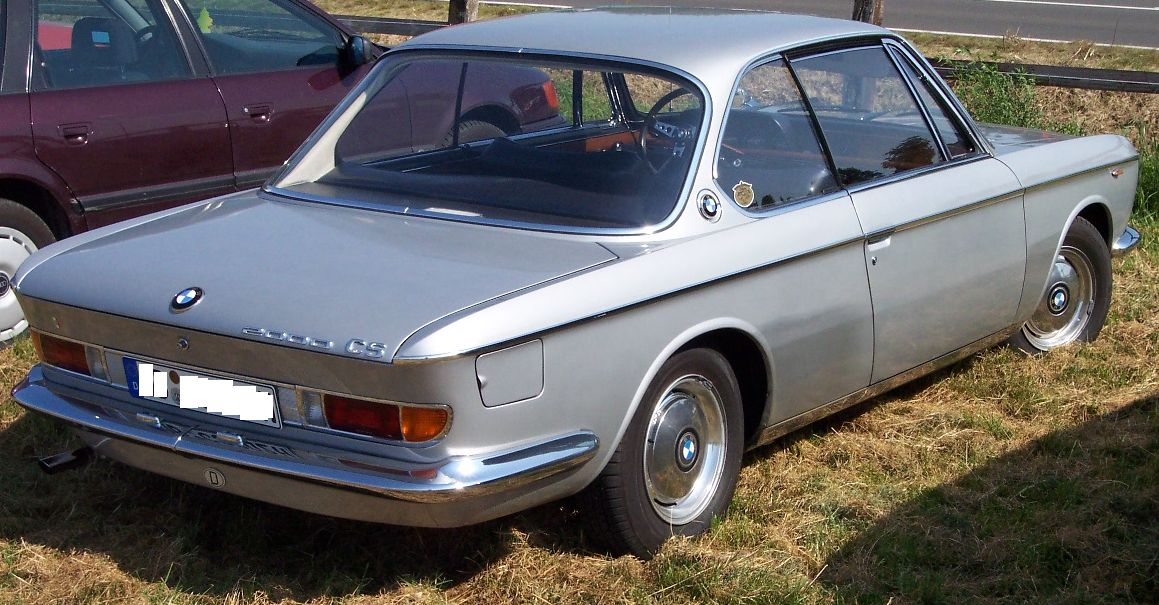
Rear

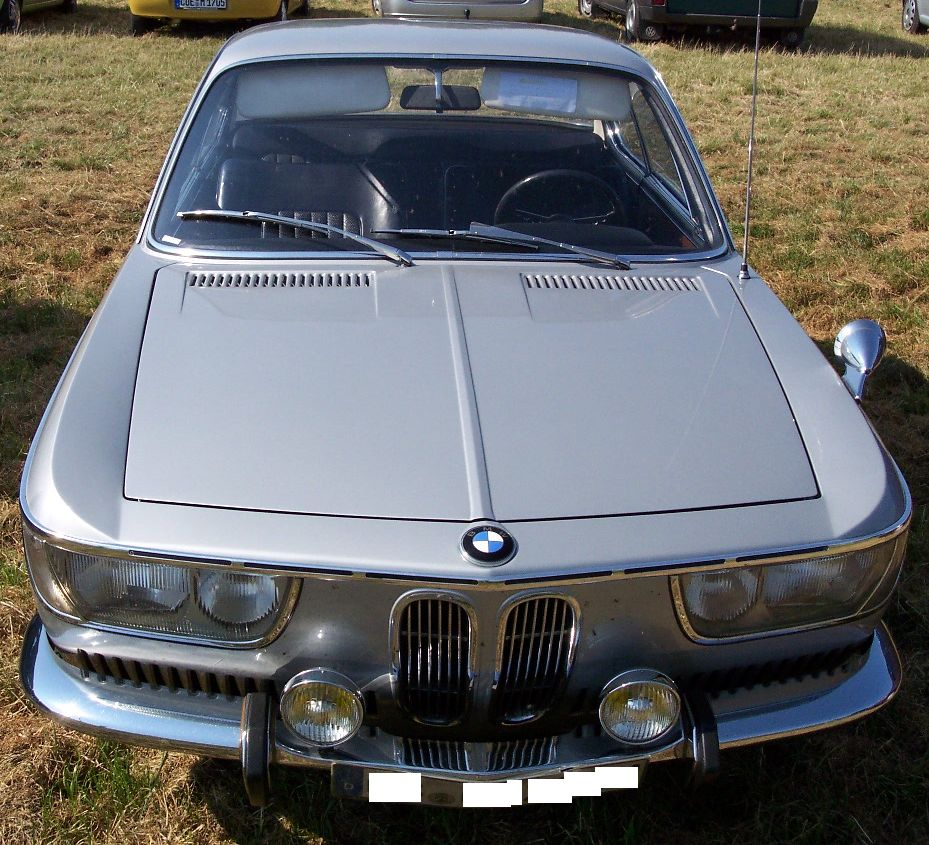
Front

BMW・2000C/2000CSは、ドイツ（当時は西ドイツ）の自動車メーカーBMWが1965年から1969年にかけて製造販売していた2ドアクーペである。1968年には6気筒エンジンを搭載した2800CSに発展し、間もなく生産を終了した。

## 概要
ノイエクラッセシリーズであるBMW・1800をベースにした上級パーソナルカーとして、また1950年代からのV型8気筒エンジン搭載の少数生産車3200CSの後継車種として、1965年のフランクフルトモーターショーに登場した2ドアクーペである。クーペボディのデザインは1500系のデザイナーだったジョヴァンニ・ミケロッティではなく、ベルトーネのチーフデザイナー、マルチェロ・ガンディーニが担当し、車体製作はドイツのカルマンにて行われた。デザイン上の最大の特徴は大型の異型ライトを持つ中央部以外はグリルレスという顔付きで、当時の目からは前衛的過ぎると受け取る声もあり、賛否両論を呼んだ。
内装は、4ドアセダンと同様に助手席前に手荷物用のトレイがあるダッシュボードがあるが、4ドアセダンに比べて高級志向だったので、ウッドパネルが多用されている。装備としては、パワーウィンドウがオプション設定されてはいたが、ステアリングはノンアシストタイプしかないため、後の大型クーペとは異なり、ステアリングホイールにホーンリングが付いていた。
エンジンは1,800ccエンジンのボアを拡張した、ボア×ストローク：89.0×80.0mm、1,990ccの水冷直列4気筒SOHCエンジンであった。標準型の2000C（Cはクーペの意）では圧縮比を8.5:1とし、40PDSIのソレックスキャブレター1基を装着させて、100英馬力/5,500rpm、16.0kgf·m/3,500rpmを発生させていた。一方、高性能版の2000CS（クーペスポーツ）は、1,990ccの排気量の圧縮比を9.3:1に高め、40PHHのソレックスキャブレターを2基装着することで、120英馬力/5,500rpm、17.0kgf·m/3,600rpmとしていた。
トランスミッションはC/CSともに4速M/Tが標準で、ギア・レシオは低い方から3.835/2.053/1.345/1.000とし、Cのファイナル・ギア・レシオは4.110で、CSのそれは3.900となっていた。また、CにはZF製の3速A/Tが選択可能で、ギア・レシオは2.560/1.520/1.000とし、ファイナル・ギア・レシオは3.900であった。
シャシーは、BMW1500から続く4ドア・モデルのホイールベースを2,550mmとし、サスペンション形式も4ドア版と同じフロントがマクファーソン・ストラット＋コイルスプリング、リアはセミ・トレーリング・アーム＋コイルスプリングを踏襲している。
ボディサイズは全長4,530mm×全幅1,675mm×全高1,360mmとなり、ホイールベースは2,550mm、車重は1,180kgであった。これにより最高速は2000CSが185km/h、Cは172km/hとなった。
4ドアセダンとあまりにも異なるデザインで、後のBMW・3.0CSへ続くモデルのようにカテゴリーされがちであるが、社内開発コードは4ドアセダンと同じで、いわゆるノイエクラッセのカテゴリーであった。

## 日本への輸入
当時の輸入代理店、バルコム・トレーディング・カンパニーを通じて日本にも輸入された。輸入台数は決して多くはなかったが、その特異なフロントデザインは発表当時の雑誌などによる記事でも大きな反響を呼んだ。